# سوخی دول
سوخی دول (به لاتین: Suchý Důl) یک منطقهٔ مسکونی در جمهوری چک است که در ناحیه ناخود واقع شده‌است. سوخی دول ۱۳٫۲۸ کیلومتر مربع مساحت و ۴۲۵ نفر جمعیت دارد و ۴۸۹ متر بالاتر از سطح دریا واقع شده‌است.